# Abadía de Clonard

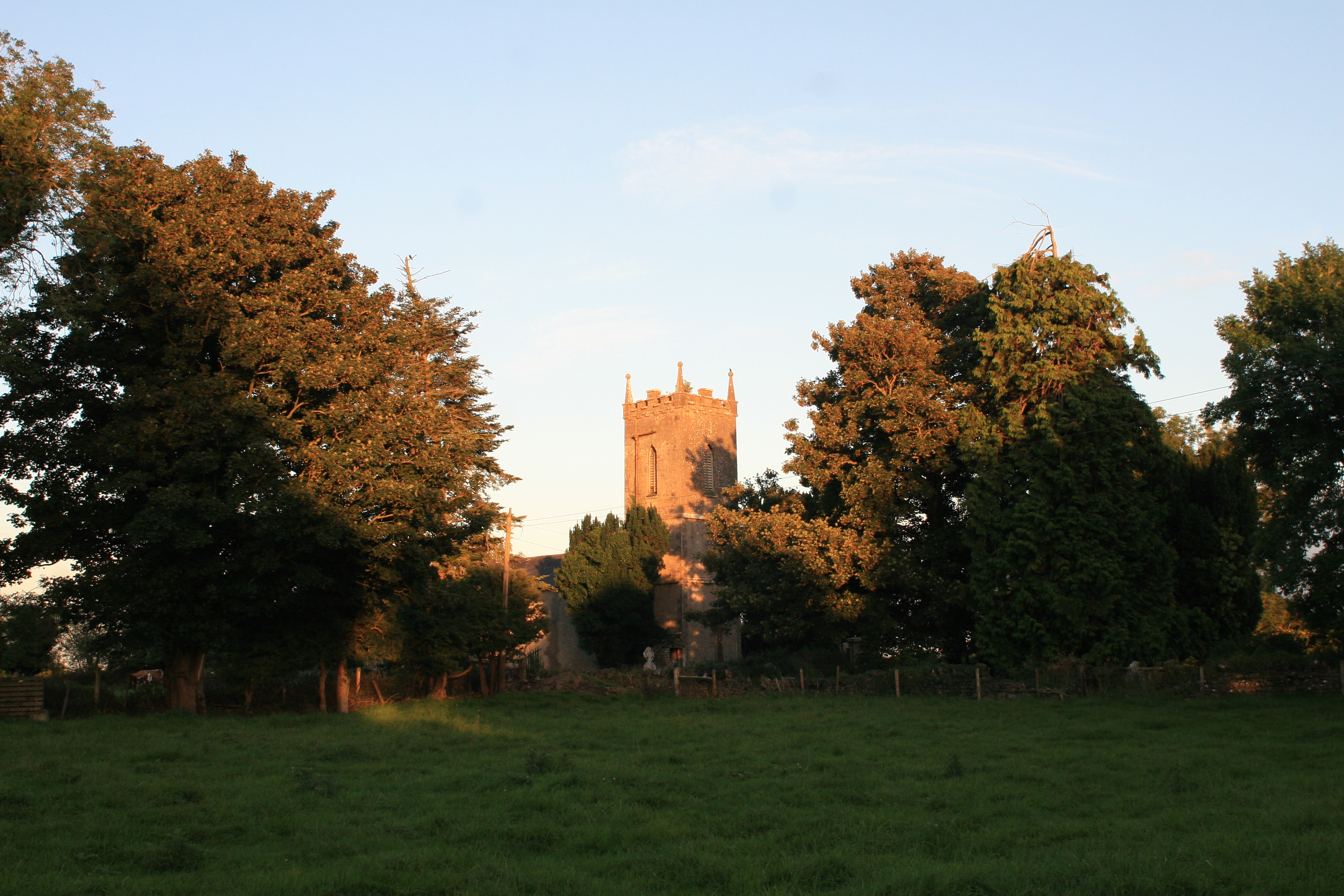
Iglesia anglicana abandonada en el emplazamiento monástico de Clonard.

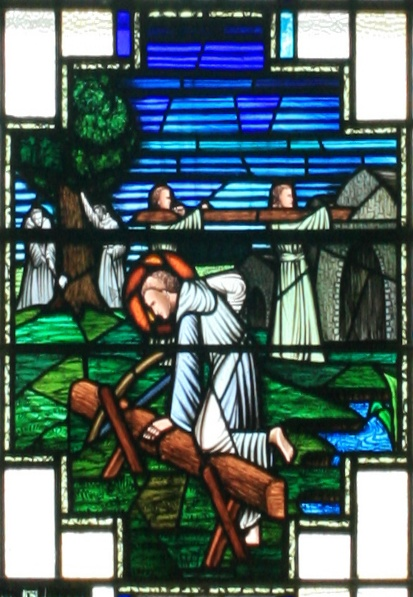
La construcción del monasterio en una vidriera en la iglesia de San Finian de Clonard.

La Abadía de Clonard (irlandés, Cluain Eraird, o Cluain Iraird, "Pradera de Erard") fue un antiguo monasterio medieval situado al paso del río Boyne en Clonard, Condado de Meath, Irlanda.

## Historia antigua
El monasterio fue fundado en torno a 520 por San Finnian, que inicialmente construyó una única celda. El sitio original pudo haber sido en el cercano Ard Relec. Según las crónicas medievales, un ángel mostró a Finnian y le dijo que ese sería el lugar de su resurrección. Finnian había viajado mucho y basó su monasterio en los conocimientos que adquirió en Tours y Llancarfan. Finnian fue enterrado en el mismo lugar tras su muerte aproximadamente en 549. Durante el siglo VI, algunos de los nombres más significativos en la historia del cristianismo irlandés (que serían conocidos como los Doce Apóstoles de Irlanda) pasaron por las aulas del monasterio.
Clonard estaba situado sobre la Esker Riada, la principal carretera que cruzaba Irlanda de este a oeste en la Alta Edad Media, lo que resaltaba aún más su importancia. No obstante, esta carretera constituía también la frontera entre los reinos de Leinster y Meath por lo que ocasionalmente tenían lugar guerras en la zona.
A partir del siglo VIII, Clonard quedó bajo el control de varias dinastías políticas rivales, y a mediados del siglo IX, se convirtió en la iglesia principal de las tierras medias irlandesas. El abad de Clonard dirigía el clero de las tierras medias del mismo modo que el abad de Armagh dirigía las del norte. Durante su apogeo, un himno escrito en honor de Finnian afirmaba que la escuela monástica albergaba 3.000 alumnos recibiendo instrucción religiosa.
Gran parte de la abadía levantada por San Finian se quemó en 764 y, al igual que muchos sitios monásticos irlandeses altomedievales, Clonard sufrió graves pérdidas durante los ataques vikingos entre los siglos  IX y XI. En el año 838 los daneses lo destruyeron y pasaron a los clérigos por la espada. El monasterio fue nuevamente repoblado en 888. En 939, Ceallachan, rey de Cashel, con la ayuda de los daneses de Waterford, saqueó la abadía. En 970, Donell, hijo de Murcha, saqueó y quemó Clonard.

## Como diócesis
Desde el Sínodo de Ráth Breasail (1111), el monasterio de Clonard se convirtió en la nueva sede episcopal de Clonard, junto a los obispados de Trim, Ardbraccan, Dunshaughlin y Slane, lo que indica su importancia. Esto fue confirmado en el Sínodo de Kells en 1152. En 1113, Connor, Rey de Munster, saqueó Meath y se llevó por la fuerza las riquezas de toda la provincia, que habían sido guardadas por seguridad en la iglesia de la abadía. Una gran parte de la abadía, y toda la biblioteca, se perdieron durante un incendio en 1143. La abadía y la ciudad fueron saqueadas e incendiadas en 1170, por M'Murcha, ayudado por Strongbow y los normandos. Tras su reconstrucción, fue nuevamente destruido de manera similar en 1175 Ese mismo año, Walter, hijo de Hugh de Lacy, levantó un monasterio agustino, probablemente sobre las ruinas del viejo monasterio. Clonard comenzó a decaer en el siglo XII y en 1202, el arzobispo normando de Rochfort transfirió la sede de Clonard a Trim en la nueva Diócesis de Meath.
Hoy día quedan muy pocos restos del célebre monasterio. Desde el aire son visibles los muros y restos de otras obras.